# Sócrates
Pour les articles homonymes, voir Socrates (homonymie).
Sócrates Brasileiro Sampaio de Souza Vieira de Oliveira, plus connu simplement comme Sócrates, né le 19 février 1954 à Belém et mort le 4 décembre 2011 à São Paulo, est un footballeur international brésilien évoluant au poste de milieu de terrain.
Titulaire d'un doctorat en médecine et politiquement engagé pour la démocratie, il est surnommé le « docteur » lors de sa carrière de joueur puis exerce comme spécialiste en médecine sportive et est consultant après sa carrière sportive. Il est, avec Zé Maria, Wladimir et Walter Casagrande, l'un des leaders de la démocratie corinthiane.
Il est par ailleurs le frère aîné de Raí.

## Biographie

### Jeunesse
Né le 19 février 1954 à Belem, en Amazonie, Sócrates Brasileiro est le fils de Raimundo Vieira de Oliveira et Guiomar Sampaio de Sousa. La fratrie compte six frères au total. Leur père est passionné de philosophie grecque, et appelle son fils Sócrates en hommage au philosophe grec et baptise deux autres de ses fils Sófocles et Sóstenes. Les trois derniers ont des prénoms plus communs au Brésil : Raimundo Filho, Raimar et Raí,,,, de onze ans son cadet et lui aussi futur capitaine de la Seleção. 
Il indique avoir vraiment ressenti la répression exercée par la dictature en rentrant au lycée : « Il y avait des camarades de classe qu’il fallait cacher, d’autres qui s’enfuyaient. ». À l’âge de 17 ans, Sócrates et sa famille déménagent à Riberão Preto, à la suite d'une mutation professionnelle de son père fonctionnaire. Sócrates entre à la faculté de médecine de la ville.

### Footballeur professionnel

#### Débuts au Botafogo FC (1974-1978)
À seize ans, Sócrates intègre son premier club de football et l’équipe de jeunes de Botafogo-SP. Il poursuit avec l'équipe professionnelle en 1974. Il raconte plus tard : « Le football est arrivé dans ma vie presque par coïncidence, alors que j’étudiais, en 3e année à la fac de médecine de Ribeirao Preto, ville où j’ai grandi ». Le jeune joueur est vu comme un prodige, car il est performant en match en ne s’entraînant pratiquement pas, à cause des cours à l’université.
Le Botafogo de Ribeirão Preto accède en Serie A pour l'exercice 1976. Sócrates est un atout majeur de l’équipe lors du championnat paulista 1976, dont il finit meilleur buteur avec quinze buts, et lors de la victoire dans la Taça Cidade de São Paulo, premier tour du championnat paulista 1977, après avoir tenu en échec le prestigieux São Paulo (0-0) au stade de Morumbi.
Lors de sa deuxième saison dans l'élite, le jeune Sócrates de 22 ans se fait notamment remarquer en donnant la victoire à son équipe face au prestigieux Santos FC (3-2). Ses performances dans les championnats paulista et brésilien attirent l’attention du Corinthians, vainqueur du titre paulista 1977.

#### Succès de la Démocratie corinthiane (1978-1984)
En 1978, Sócrates rejoint les SC Corinthians et se souvient : « Après avoir obtenu mon diplôme, en 1977, les Corinthians de Sao Paulo sont venus me proposer un contrat pro ». Sócrates est aussi un étudiant brillant, et décroche un doctorat en médecine de la prestigieuse faculté de São Paulo, faisant figure d'exception dans le milieu du football.
Lors de la saison 1979, le milieu de terrain remporte son premier grand titre, le championnat paulista, inscrivant l’un des buts de la victoire 2-0 en finale contre Ponte Preta. Cette saison-là, Sócrates est convoqué pour la première fois en équipe nationale brésilienne.
En 1980, Sócrates remporte la Bola de Prata, un titre décerné par la revue Placar. Il est aussi régulièrement convoqué par le sélectionneur national Telê Santana.
En 1981, l’équipe, qui compte pourtant dans ses rangs des internationaux comme Sócrates, Wladimir ou Zenon termine à la 26e place du championnat brésilien et huitième dans celui paulista. Cela abouti à la relégation du club en Taça de Prata du championnat national 1982. Les joueurs sont en conflit avec leur présidence. 
Outre ses remarquables qualités de joueur, Sócrates se distingue par son engagement politique. Sócrates est l’un des initiateurs et l’animateur d’une expérience unique d’autogestion appliquée au football, connue sous le nom de « démocratie corinthiane ». Elle doit son nom au club des Corinthians, qui évolue alors en deuxième division brésilienne. En pleine dictature militaire, dans un contexte de corruption généralisée, c'est avec quelques-uns de ses coéquipiers et le soutien d'un jeune sociologue, ex-étudiant contestataire sorti de prison, que cette expérience est tentée. Dans ce système d'autogestion du club par les salariés, chaque décision liée à la vie du club est soumise au vote des joueurs, lesquels sont en tout état de cause liés quasiment à vie à leur club. « Nous voulions dépasser notre condition de simples joueurs travailleurs pour participer pleinement à la stratégie d’ensemble du club. Cela nous a amenés à revoir les rapports joueurs-dirigeants. Les points d’intérêt collectif étaient soumis à la délibération », dira Sócrates.
Relégué en Taça de Prata début 1982, la compétition permet toutefois au club de remonter en première division la même année, performance réussie par les Conrinthians. L'équipe atteint même les demi-finales de la compétition, perdue face au Grêmio champion en titre. En fin d'année, le Timão atteint la finale du championnat paulista contre le favori et double tenant du titre São Paulo FC. Sócrates offre la victoire aux siens à l'aller (1-0) et l'équipe remporte aussi le match retour 3-1. Sócrates est élu Craque do Ano (joueur de l’année) par la revue Placar.
Le Championnat du Brésil 1983 est mitigé avec une dixième place finale, malgré le record de la plus large victoire de l’histoire de la compétition : 10-1 infligée à Tiradentes-PI avec un quadruplé de Sócrates. Dans le championnat de São Paulo, le Corinthians dispute à nouveau la finale face à São Paulo et Sócrates offre la victoire 1-0 au match aller comme l’année précédente. Au retour, il ouvre le score pour le Corinthians, et São Paulo égalise à quelques minutes de la fin, en vain (1-1). Le Timão remporte son deuxième championnat d'État consécutif. Sócrates est une nouvelle fois été élu joueur de l’année par Placar et, pour la première fois, meilleur joueur sud-américain par le journal vénézuélien El Mundo.

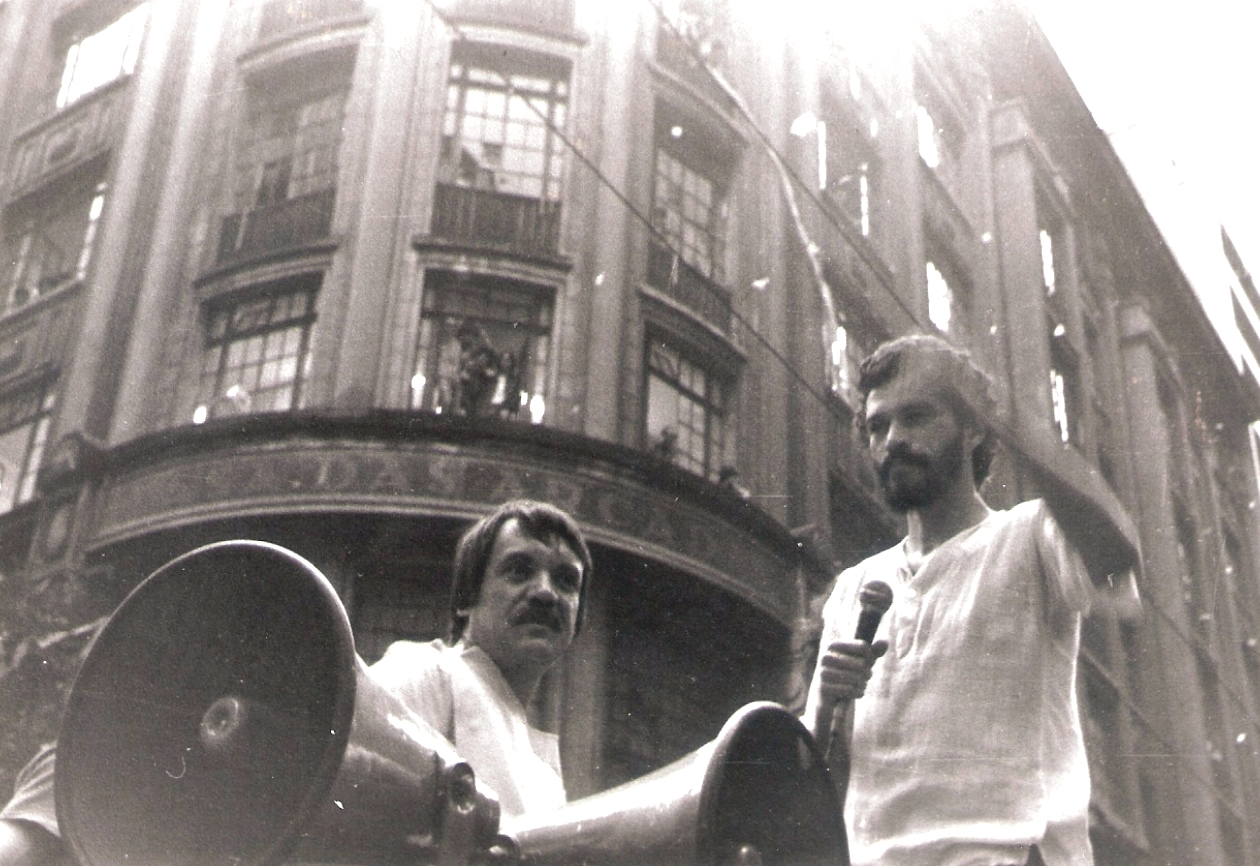
Sócrates participant à une action de Diretas Já, mouvement brésilien en faveur de la démocratie en 1984.

La démocratie conrintiane est donc couronnée de succès. Sur le plan sportif, les Corinthians remportent deux championnats de Sao Paulo. Sur le plan politique, la dictature ne peut rien faire pour s'opposer aux messages politiques des joueurs, lesquels inscrivent d'ailleurs ostensiblement le mot « démocratie » sur leurs maillots. Ils sont considérés comme des symboles de la lutte contre la dictature brésilienne. En 1983, ils profitent de leur exposition médiatique pour déployer une banderole, à l'occasion de la finale du championnat pauliste : « Gagner ou perdre, mais toujours en démocratie »,. Il participe notamment au mouvement Diretas Já, demandant des élections présidentielles directes. Les revendications corinthianes sont moins intenses avec le début de la transition démocratique et le départ de plusieurs joueurs, dont Sócrates. Le joueur international tire un bilan très positif de cette expérience. Selon lui, les joueurs exerçaient leur métier « avec plus de liberté, de joie et de responsabilité. Nous étions une grande famille, avec les épouses et les enfants des joueurs. Chaque match se disputait dans un climat de fête. […] Sur le terrain, ils luttaient pour la liberté, pour changer le pays. Le climat qui s’est créé leur a donné plus de confiance pour exprimer leur art ».
En 1984, Corinthians est éliminé en demi-finale par le futur vainqueur Fluminense FC lors du championnat brésilien. Sócrates fait une promesse devant un million et demi de personnes de rester au Brésil si le Congrès rétablit une élection présidentielle libre. La manœuvre échoue, le « Docteur » part pour l'Europe. Avec les Corinthians de Sao Paulo, il inscrit 172 buts en 297 matches étalés sur six ans et remporte trois championnats paulistes (1979, 1982 et 1983). 

#### Passage en Europe et fin de carrière au Brésil (1984-1989)
Au printemps 1984, Sócrates arrive en Serie A où sa signature à la Fiorentina contre 5,3 milliards de lires suscite l’effervescence. Les Italiens se souviennent notamment de sa performance lors du Brésil-Italie (2-3) au Mondial 82. Le club souhaite franchir un cap après la troisième place obtenue la saison précédente. Malgré des statistiques correctes du Brésilien (25 matchs, six buts), l'équipe ne termine que neuvième. Sócrates quitte le club après une seule année et confie plus tard : « Je me suis retrouvé dans un pays complètement arrêté, doté d'un football absolument corrompu (...) Ça a toujours été comme ça, le Calcio. Les résultats sont manipulés, tout le système est corrompu. Les joueurs les arbitres, tous! C'est une mafia. Une mafia très bien organisée ». D'autres sources avancent les plaintes de l’Argentin et idole du club Daniel Passarella, qui n’aime pas le style de jeu cadencé du Brésilien.
Sócrates revient au Brésil et finit discrètement sa carrière. Il rejoint Flamengo, où il a retrouvé son coéquipier en sélection Zico. Mais, à 32 ans, sa condition physique et des blessures à répétition font que Sócrates ne joue que vingt matches avec le rubro-negro, et ne marque que cinq buts. Malgré cela, Sócrates est convoqué pour disputer la Coupe du monde 1986, au Mexique. En fin d'année, il remporte le titre de champion carioca 1986 avec Flamengo.
Il joue ensuite à Santos puis à Botafogo, où il raccroche les crampons en 1989, à l'âge de 35 ans. Durant sa carrière, Juan Figer, l'un des premiers agents sportifs, est son impresario.

#### En équipe nationale (1979-1986)
Le 17 mai 1979, le sélectionneur Cláudio Coutinho fait débuter Sócrates sous le maillot de l'équipe nationale du Brésil face au Paraguay au Maracanã en match amical et le joueur délivre deux passes décisives (6-0). Deux semaines plus tard, il inscrit ses deux premiers buts internationaux face à l'Uruguay (5-1) toujours en amical. Fin juillet, pour le début de la Copa América 1979, Sócrates est remplaçant et n'entre pas en jeu durant les deux premières journées du Groupe B. Pour les matchs retours de cette phase à trois équipes, le milieu de terrain est d'abord titularisé au Morumbi de São Paulo contre la Bolivie, vainqueur de ses deux premières rencontres, et le Brésil l'emporte 2-0. Lors du dernier match décisif, contre l'équipe d'Argentine au Stade Monumental de Buenos Aires, Sócrates inscrit un doublé, redonnant deux fois l'avantage à la Seleçao (2-2). Qualifiés, le Brésil et Sócrates s'inclinent lors du match aller des demi-finales à Asuncion contre le Paraguay (2-1). Sócrates redonne l'avantage sur penalty au match retour au Maracanã, mais le match nul final (2-2) élimine les Auriverdes.
Sans match international jusqu'à la moitié de l'année 1980, le nouveau sélectionneur Télé Santana fait de Sócrates son capitaine,. Le joueur des Corinthians participe à la série de matchs amicaux de la Seleçao entre juin 1980 et janvier 1981 et affronte ses premières sélections européennes. Lors du Mundialito début 1981, Sócrates égalise sur penalty en finale contre les hôtes uruguayens mais ne peut empêcher la défaite (2-1). 
Le capitaine ne prend pas part au premier match du tour préliminaire Mondial 1982 début février 1981. Mais il enchaîne par un doublé en amical la semaine suivante en Équateur (0-6), avant d'ouvrir le score pour la deuxième journée des éliminatoires en Bolivie (victoire 1-2). Sócrates dispute l'intégralité des deux matchs retours remportés, avec un but lors du dernier contre le Venezuela (5-0), synonyme de qualification. 
Le milieu de terrain dispute dix des douze rencontres amicales jouées entre mai 1981 et mai 1982, pour trois buts inscrits. 
Sócrates est toujours le capitaine de l'équipe du Brésil à la Coupe du monde 1982. Le premier match est un attaque-défense face à l'Union soviétique, où Sócrates finit par tromper le gardien Rinat Dassaev sur un exploit individuel, avant qu’Eder offre le premier succès (2-1) de la Seleçao. Suivent trois succès : 4-1 contre l’Écosse et 4-0 contre la Nouvelle-Zélande puis, lors du second tour, 3-1 face au rival argentin. Mais le parcours brésilien prend fin dans le match décisif contre l'Italie (3-2). En Espagne, à Sarria, un triplé de Rossi élimine l'équipe de Zico, Júnior, Cerezo, Falcão et Socrates, auteur de l’égalisation à 1-1 à la 12e minute et d’un but remarquable[Comment ?] refusé en fin de match. Début août, Sócrates fait partie de la sélection mondial FIFA XI pour un match de charité contre une sélection d'Europe au profit de l'UNICEF au GIants stadium de New York. 
Sócrates retrouve la sélection fin avril 1983, après huit mois sans rencontre internationale. Six matchs préparent l'équipe du Brésil à la Copa América 1983 qui s'étale d'août à novembre. Sócrates ne prend part qu'au quatrième et dernier match de la phase de groupe. Il reste sur le banc lors des trois premiers matchs. Devant 75 000 spectateurs au Maracana, la Seleçao obtient un nul décisif contre l'Argentine (0-0) qui permet de conserver la première place devant le meilleur ennemi argentin. Sócrates n'entre pas en jeu lors des demi-finales, qui voient le Brésil prendre sa revanche de la dernière finale continentale contre le Paraguay (1-1 puis 0-0). Le milieu de terrain ne fait même pas partie de la feuille de match pour la finale aller en Uruguay où le Brésil s'incline 2-0. Au retour, au Fonte Nova de Salvador de Bahia, Sócrates retrouve sa place capitaine titulaire mais son équipe ne peut faire mieux que 0-0, insuffisant pour remporter le titre. 
Sócrates ne prend pas part au trois matchs amicaux joués en juin 1984. Parti joué en Italie durant l'été, le Brésilien n'est pas non-plus retenu pour les six rencontres amicales jouées en avril-mai 1985. Il fait son retour le mois suivant pour les quatre matchs du tour préliminaire du Mondial 1986. Sócrates dispute l'intégralité des rencontres et inscrit un but lors du retour contre le Paraguay (1-1). Le Brésil termine premier du groupe 3 et se qualifie pour la compétition mondiale. 
Revenu au Brésil, Sócrates dispute un seul des enchaînements de deux matchs amicaux joués mi-mars, début et mi-avril 1986. Lors de la dernière rencontre amicale avant le Mondial 1986, contre le Chili (1-1), Sócrates connaît sa première et seule entrée en jeu en cours de match sous le maillot du Brésil. 
De nouveau porteur du brassard lors du Mondial 1986, Sócrates marque le seul but du premier match contre l'Espagne (1-0), lors du match d’ouverture. Lors du troisième match de poule contre l'Irlande du Nord (3-0), il est remplacé pour la première fois au cours d'un match en compétition officielle alors que le score est à 2-0. En huitième de finale, Sócrates marque sur penalty contre la Pologne (4-1) avant de laisser à nouveau sa place après l'heure de jeu une fois que le Brésil compte deux buts d'avance. Lors du quart de finale perdu contre la France, il dispute toute la rencontre jusqu'au terme des prolongations et manque le premier tir au but de son équipe devant Joël Bats (1-1 t. a. b. 4-3).
Sócrates incarne, avec Zico et Falcao, les "Seleçaos" des Coupes du monde en Espagne (1982) et au Mexique (1986), équipes saturées de talent et de panache, mais toujours vaincues. Sócrates totalise soixante sélections pour 22 buts entre 1979 et 1986.

### Reconversion

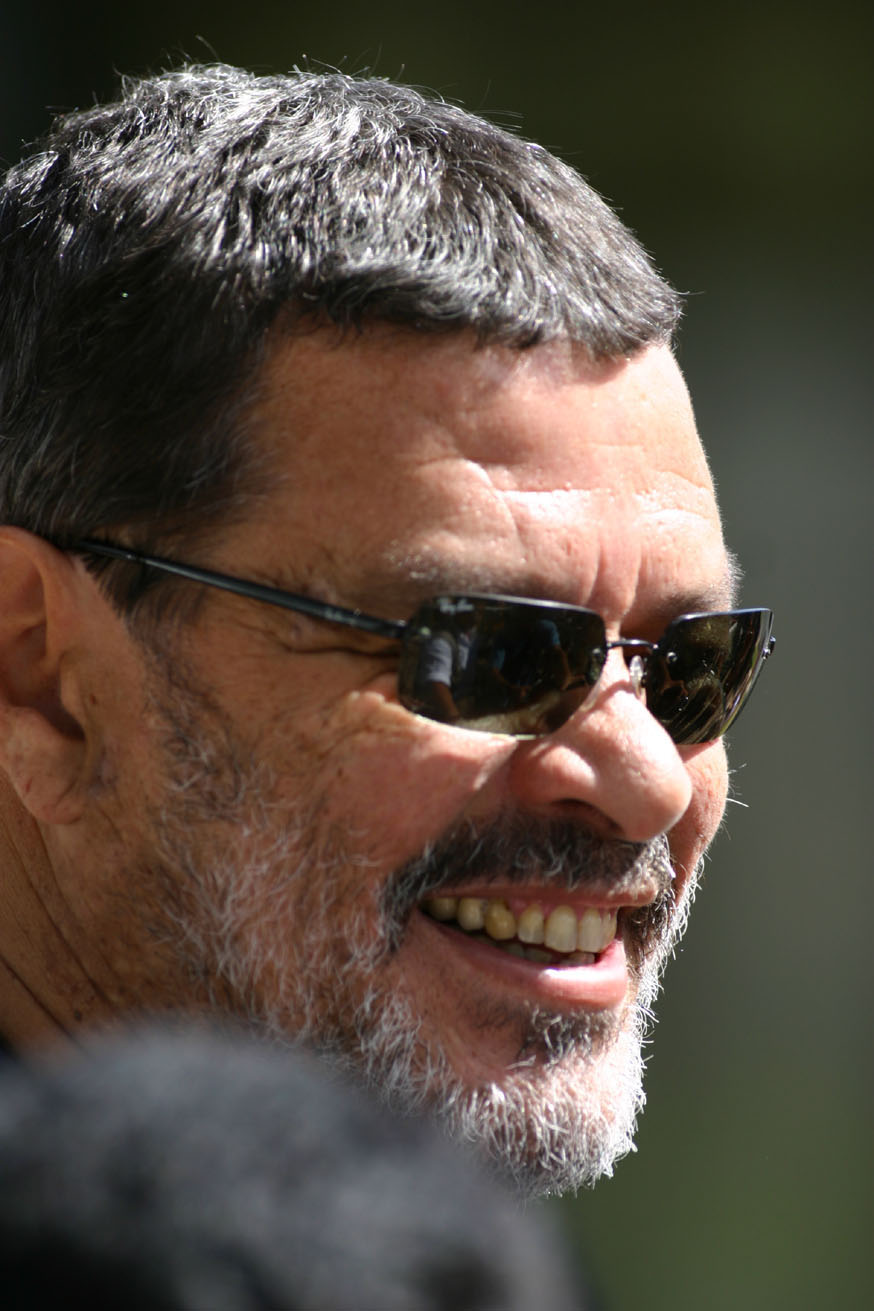
Sócrates en 2005.

Sócrates se reconvertit comme journaliste, notamment contre le "foot-business", et demeure un consultant très sollicité par la presse écrite, la TV et la radio. Il se consacre aussi à sa profession de médecin comme spécialiste en médecine sportive.
En 2003, Simon Clifford, ambitieux homme d’affaires britannique et modeste entraîneur, devient président du Garforth Town AFC, club de huitième division basé à l'est de Leeds, au cœur de l'Angleterre. Pour la saison 2004-2005, il attire Sócrates pour occuper le poste d’entraîneur-joueur, n’entrant en jeu qu’une seule fois. Il y côtoie notamment Lee Sharpe, ex-ailier gauche de Manchester United.

### Mort
Sócrates reconnaît publiquement des problèmes d'alcoolisme à l'origine d'une cirrhose.
Il est admis le 20 août 2011 en soins intensifs à l'hôpital de São Paulo à la suite d'une hémorragie digestive. Il en sort le 29 août 2011 et avoue son addiction à l'alcool. Il est de nouveau admis à l’hôpital début septembre pour les mêmes symptômes.
Admis à l’hôpital Albert Einstein de Sao Paulo jeudi 1er décembre 2011 dans un état grave, Sócrates est placé sous assistance respiratoire le samedi. Le lendemain, dimanche 4 décembre 2011, Sócrates meurt à l'âge de 57 ans des suites d’une infection intestinale. Au cours de sa vie, il dira vouloir mourir « un dimanche jour de titre pour les Corinthians ». Le même jour, Corinthians arrache le match nul contre son rival Palmeiras et conquiert son cinquième titre de champion du Brésil.

## Style de jeu
Sócrates est considéré comme l'un des meilleurs joueurs de l'histoire du football brésilien.
Milieu de terrain longiligne et élégant, reconnaissable sur le terrain à sa barbe et à son port altier, Socrates est doté d'une grande technique et d'une bonne vision du jeu. Adepte autoproclamé du beau jeu, il est un milieu de terrain porté vers l'offensive. En 1981, avant un match amical avec l'équipe du Brésil contre la France, France Football écrit ceci pour présenter le capitaine brésilien : « Le capitaine égaiement du type longiligne. Extrêmement intelligent. Sait jouer et faire jouer ses coéquipiers. Engueule ceux-ci quand il le faut. "Le toubib" comme on l'appelle, possède une belle technique en mouvement dont les talonnades enchanteront le Parc ».
Lors de son arrivée à la Fiorentina en 1984, Socrates déclare : « Ma principale qualité est de me mettre au service du collectif, mais pour ce faire, je dois convaincre les autres que je suis utile ». Pour justifier son départ un an plus tard, il annonce : « Mon physique n’était pas habitué à ces entraînements aussi intenses. Au Brésil, les systèmes de jeu sont nettement différents. On atteint la forme en jouant. Les mises au vert n’existent pas, il n’y a pas de phases destructrices de préparation athlétique ».
Sur son train de vie et ses consommation d'alcool et tabac, Socrates confie « J’ai toujours fumé, en sachant que c’était mauvais, tout comme j’aime la bière. Aujourd’hui comme hier. Mais le football est un sport collectif et il n’est pas nécessaire que tout le monde coure. Il y a ceux qui courent et ceux qui pensent ».

## Palmarès

### En équipe

#### En club
Avec les Corinthians, il remporte trois championnats paulistes (1979, 1982 et 1983).
| - SC Corinthians - Championnat de São Paulo - Vainqueur (3) : 1979, 1982 et 1983. - Finaliste (1) : 1984. |  | - CR Flamengo - Championnat Rio de Janeiro - Vainqueur (1) : 1986. - Finaliste (1) : 1987. - Coupe Rio - Vainqueur (1) : 1986. - Copa União - Vainqueur (1) : 1987. |

#### En sélection nationale
- Brésil 
  - Copa América
    - Finaliste (1) : 1983.

### Distinctions individuelles
En 1983, Socrates est élu meilleur joueur sud-américain de l'année. En 1980, il remporte la Bola de Prata, titre décerné par le magazine sportif Placar au meilleur joueur de chaque poste. Fin 1982, Sócrates est élu Craque do Ano (joueur de l’année) par la même revue.
En 1976, il est sacré meilleur buteur du championnat de São Paulo avec quinze buts inscrits sous les couleurs du Botafogo-SP.
En 2004, Socrates est nommé par Pelé au FIFA 100, liste de 125 footballeurs ayant marqué leur génération. Entre 1982 et 2017, le milieu de terrain est présent dans chacune des sept équipes-types des Corinthians faites par des médias.

## Statistiques

### Statistiques par saison
Avec les Corinthians, il inscrit 172 buts en 297 matches étalés sur six ans.
| Saison                | Club                  | Championnat           | Championnat | Championnat | Coupe(s) nationale(s) | Coupe(s) nationale(s) | Compétition(s) continentale(s) | Compétition(s) continentale(s) | Compétition(s) continentale(s) | Championnat régional | Championnat régional | inconnu | inconnu | Brésil | Brésil | Total | Total |
| Saison                | Club                  | Division              | M.          | B.          | M.                    | B.                    | Comp.                          | M.                             | B.                             | M.                   | B.                   | M.      | B.      | M.     | B.     | M.    | B.    |
| 1974                  | Botafogo-SP           | ?                     | -           | -           | -                     | -                     | -                              | -                              | -                              | 1                    | 1                    | 11      | 11      | -      | -      | 12    | 12    |
| 1975                  | Botafogo-SP           | ?                     | -           | -           | -                     | -                     | -                              | -                              | -                              | -                    | -                    | 7       | 7       | -      | -      | 7     | 7     |
| 1976                  | Botafogo-SP           | D1                    | 19          | 5           | -                     | -                     | -                              | -                              | -                              | -                    | -                    | 15      | 15      | -      | -      | 34    | 20    |
| 1977                  | Botafogo-SP           | D1                    | 16          | 9           | -                     | -                     | -                              | -                              | -                              | -                    | -                    | 17      | 17      | -      | -      | 33    | 26    |
| 1978                  | Botafogo-SP           | D1                    | 22          | 10          | -                     | -                     | -                              | -                              | -                              | -                    | -                    | -       | -       | -      | -      | 22    | 10    |
| Sous-total            | Sous-total            | Sous-total            | 57          | 24          | 0                     | 0                     | -                              | 0                              | 0                              | 1                    | 1                    | 50      | 50      | 0      | 0      | 108   | 75    |
| 1978                  | SC Corinthians        | D1                    | -           | -           | -                     | -                     | -                              | -                              | -                              | 25                   | 11                   | -       | -       | -      | -      | 25    | 11    |
| 1979                  | SC Corinthians        | ?                     | -           | -           | -                     | -                     | -                              | -                              | -                              | 46                   | 21                   | -       | -       | 6      | 5      | 52    | 26    |
| 1980                  | SC Corinthians        | D1                    | 16          | 13          | -                     | -                     | -                              | -                              | -                              | 30                   | 16                   | -       | -       | 8      | 2      | 54    | 31    |
| 1981                  | SC Corinthians        | D1                    | 1           | 1           | -                     | -                     | -                              | -                              | -                              | 36                   | 22                   | -       | -       | 15     | 6      | 52    | 29    |
| 1982                  | SC Corinthians        | D1+D2                 | 9+2         | 5+1         | -                     | -                     | -                              | -                              | -                              | 35                   | 18                   | -       | -       | 9      | 4      | 55    | 28    |
| 1983                  | SC Corinthians        | D1                    | 20          | 15          | -                     | -                     | -                              | -                              | -                              | 32                   | 21                   | -       | -       | 8      | 2      | 60    | 38    |
| 1984                  | SC Corinthians        | D1                    | 13          | 7           | -                     | -                     | -                              | -                              | -                              | -                    | -                    | -       | -       | -      | -      | 13    | 7     |
| Sous-total            | Sous-total            | Sous-total            | 61          | 42          | 0                     | 0                     | -                              | 0                              | 0                              | 204                  | 109                  | 0       | 0       | 46     | 19     | 311   | 170   |
| 1984-1985             | AC Fiorentina         | Serie A               | 25          | 6           | 4                     | 1                     | C3                             | 4                              | 2                              | -                    | -                    | -       | -       | 5      | 1      | 38    | 10    |
| 1985                  | CR Flamengo           | D1                    | -           | -           | -                     | -                     | -                              | -                              | -                              | -                    | -                    | -       | -       | 3      | -      | 3     | 0     |
| 1986                  | CR Flamengo           | D1                    | 11          | 3           | -                     | -                     | -                              | -                              | -                              | 1                    | 0                    | -       | -       | 6      | 2      | 18    | 5     |
| 1987                  | CR Flamengo           | D1                    | -           | -           | -                     | -                     | -                              | -                              | -                              | 1                    | 0                    | -       | -       | -      | -      | 1     | 0     |
| Sous-total            | Sous-total            | Sous-total            | 11          | 3           | 0                     | 0                     | -                              | 0                              | 0                              | 2                    | 0                    | 0       | 0       | 9      | 2      | 22    | 5     |
| 1988                  | Santos FC             | D1                    | 5           | 2           | -                     | -                     | -                              | -                              | -                              | -                    | -                    | 18      | 5       | -      | -      | 23    | 7     |
| 1989                  | Santos FC             | D1                    | -           | -           | -                     | -                     | -                              | -                              | -                              | -                    | -                    | 15      | 5       | -      | -      | 15    | 5     |
| Sous-total            | Sous-total            | Sous-total            | 5           | 2           | 0                     | 0                     | -                              | 0                              | 0                              | 0                    | 0                    | 33      | 10      | 0      | 0      | 38    | 12    |
| 1989                  | Botafogo-SP           | D1                    | -           | -           | -                     | -                     | -                              | -                              | -                              | 1                    | 0                    | 6       | 0       | -      | -      | 7     | 0     |
| 2003-2004             | Garforth Town         | Division 10           | 1           | -           | -                     | -                     | -                              | -                              | -                              | -                    | -                    | -       | -       | -      | -      | 1     | 0     |
| Total sur la carrière | Total sur la carrière | Total sur la carrière | 160         | 77          | 4                     | 1                     | -                              | 4                              | 2                              | 208                  | 110                  | 89      | 60      | 60     | 22     | 525   | 272   |

### En sélection nationale
| Compétition     | M  | V  | N  | D | buts |
| --------------- | -- | -- | -- | - | ---- |
| Coupe du monde  | 10 | 8  | 1  | 1 | 4    |
| Copa América    | 6  | 1  | 4  | 1 | 3    |
| qualif. Mondial | 7  | 5  | 2  | - | 3    |
| match amical    | 37 | 24 | 10 | 3 | 12   |
| Total           | 60 | 38 | 17 | 5 | 22   |

La carrière internationale de Socrates s'étale sur sept ans et un mois. Il connaît sa première victoire dès sa première sélection avec l'Équipe du Brésil de football. Il totalise soixante matchs internationaux pour 38 victoires (63,3 %), 17 matchs nuls (28,3 %) et cinq défaites (8,3 %). Plus de la moitié des rencontres sont des matchs amicaux (37 sur 60).
Le milieu de terrain connaît 46 de ses soixante capes alors qu'il évolue pour le Sport Club Corinthians Paulista, puis cinq avec la Fiorentina et enfin neuf au CR Flamengo. Entre le 27 mai 1985 et le 2 juin 1986, Socrates connaît sa plus longue série de matchs joués dans leur totalité avec quinze rencontres sans quitter le terrain. Jusqu'à la Coupe du monde 1986, Socrates n'est jamais remplacé lors d'un match de compétition officielle. Il connaît cette situation lors de ses antépénultième et avant-dernière. En soixante matchs, Socrates en débute 59, il n'entre qu'une fois en jeu lors du dernier match amical avant le Mondial 1986.
L'équipe nationale la plus rencontrée par Socrates est celle du Paraguay, affrontée à neuf reprises, devant le Chili (sept matchs) et la Bolivie (cinq). Bien que tous les stades de ses soixante sélections ne soient pas connus, Socrates en joue au moins neuf à Rio de Janeiro, dont au minimum cinq au Stade Maracanã.
| Liste des sélections de Socrates avec le Brésil | Liste des sélections de Socrates avec le Brésil | Liste des sélections de Socrates avec le Brésil | Liste des sélections de Socrates avec le Brésil | Liste des sélections de Socrates avec le Brésil | Liste des sélections de Socrates avec le Brésil | Liste des sélections de Socrates avec le Brésil | Liste des sélections de Socrates avec le Brésil | Liste des sélections de Socrates avec le Brésil | Liste des sélections de Socrates avec le Brésil |
| #                                               | Date                                            | Compétition                                     | Tour                                            | Lien                                            | Adversaire                                      | Score                                           | Performance                                     | Capi.                                           | Temps de jeu                                    |
| ----------------------------------------------- | ----------------------------------------------- | ----------------------------------------------- | ----------------------------------------------- | ----------------------------------------------- | ----------------------------------------------- | ----------------------------------------------- | ----------------------------------------------- | ----------------------------------------------- | ----------------------------------------------- |
| 1                                               | 17/05/1979                                      | match amical                                    | match amical                                    | Rio de Janeiro, stade Maracanã                  | Paraguay                                        | 6 - 0                                           | x2                                              |                                                 | 90'                                             |
| 2                                               | 31/05/1979                                      | match amical                                    | match amical                                    | Rio de Janeiro, stade Maracanã                  | Uruguay                                         | 5 - 1                                           | x2                                              |                                                 | 90'                                             |
| 3                                               | 16/08/1979                                      | Copa América 1979                               | groupe B                                        | São Paulo, Morumbi                              | Bolivie                                         | 2 - 0                                           |                                                 |                                                 | 90'                                             |
| 4                                               | 23/08/1979                                      | Copa América 1979                               | groupe B                                        | Buenos Aires, Stade Monumental                  | Argentine                                       | 2 - 2                                           | 17e 65e (pen.)                                  |                                                 | 90'                                             |
| 5                                               | 24/10/1979                                      | Copa América 1979                               | Demi-finale aller                               | Asunción, Estadio Defensores del Chaco          | Paraguay                                        | 2 - 1                                           |                                                 |                                                 | 90'                                             |
| 6                                               | 31/10/1979                                      | Copa América 1979                               | Demi-finale retour                              | Rio de Janeiro, stade Maracanã                  | Paraguay                                        | 2 - 2                                           | 61e (pen.)                                      |                                                 | 90'                                             |
| 7                                               | 08/06/1980                                      | match amical                                    | match amical                                    | Rio de Janeiro                                  | Mexique                                         | 2 - 0                                           |                                                 | Capitaine                                       | 46e                                             |
| 8                                               | 15/06/1980                                      | match amical                                    | match amical                                    | Rio de Janeiro                                  | Union soviétique                                | 1 - 2                                           |                                                 | Capitaine                                       | 79e                                             |
| 9                                               | 24/06/1980                                      | match amical                                    | match amical                                    | Belo Horizonte                                  | Chili                                           | 2 - 1                                           |                                                 | Capitaine                                       | 90'                                             |
| 10                                              | 29/06/1980                                      | match amical                                    | match amical                                    | São Paulo                                       | Pologne                                         | 1 - 1                                           |                                                 | Capitaine                                       | 85e                                             |
| 11                                              | 27/08/1980                                      | match amical                                    | match amical                                    | Fortaleza                                       | Uruguay                                         | 1 - 0                                           |                                                 | Capitaine                                       | 90'                                             |
| 12                                              | 25/09/1980                                      | match amical                                    | match amical                                    | Asunción                                        | Paraguay                                        | 1 - 2                                           |                                                 | Capitaine                                       | 45e                                             |
| 13                                              | 30/10/1980                                      | match amical                                    | match amical                                    | Goiânia, Stade Serra-Dourada                    | Paraguay                                        | 6 - 0                                           | But inscrit                                     | Capitaine                                       | 90'                                             |
| 14                                              | 21/12/1980                                      | match amical                                    | match amical                                    | Cuiabá, Estádio José Fragelli                   | Suisse                                          | 2 - 0                                           | But inscrit                                     |                                                 | 81e                                             |
| 15                                              | 04/01/1981                                      | Mundialito                                      | Groupe B                                        | Montevideo, Stade Centenario                    | Argentine                                       | 1 - 1                                           |                                                 |                                                 | 90'                                             |
| 16                                              | 07/01/1981                                      | Mundialito                                      | Groupe B                                        | Montevideo, Stade Centenario                    | Allemagne de l'Ouest                            | 4 - 1                                           | Passe décisive                                  |                                                 | 90'                                             |
| 17                                              | 10/01/1981                                      | Mundialito                                      | finale                                          | Montevideo, Stade Centenario                    | Uruguay                                         | 2 - 1                                           | But inscrit                                     | Capitaine                                       | 90'                                             |
| 18                                              | 01/02/1981                                      | match amical                                    | match amical                                    | ?                                               | Colombie                                        | 1 - 1                                           |                                                 | Capitaine                                       | 90'                                             |
| 19                                              | 14/02/1981                                      | match amical                                    | match amical                                    | Quito, Estadio Olímpico Atahualpa               | Équateur                                        | 0 - 6                                           | x2                                              | Capitaine                                       | 90'                                             |
| 20                                              | 22/02/1981                                      | qualif. Mondial 1982                            | qualif. Mondial 1982                            | La Paz, Estadio Hernando Siles                  | Bolivie                                         | 1 - 2                                           | 6e                                              |                                                 | 90'                                             |
| 21                                              | 14/03/1981                                      | match amical                                    | match amical                                    | ? (ext.)                                        | Chili                                           | 2 - 1                                           |                                                 | Capitaine                                       | 90'                                             |
| 22                                              | 22/03/1981                                      | qualif. Mondial 1982                            | qualif. Mondial 1982                            | Rio de Janeiro                                  | Bolivie                                         | 3 - 1                                           | 25e                                             |                                                 | 90'                                             |
| 23                                              | 29/03/1981                                      | qualif. Mondial 1982                            | qualif. Mondial 1982                            | Goiânia, Stade Serra-Dourada                    | Venezuela                                       | 5 - 0                                           | 55e                                             |                                                 | 90'                                             |
| 24                                              | 12/05/1981                                      | match amical                                    | match amical                                    | Londres                                         | Angleterre                                      | 0 - 1                                           |                                                 | Capitaine                                       | 90'                                             |
| 25                                              | 15/05/1981                                      | match amical                                    | match amical                                    | Paris, Parc des Princes                         | France                                          | 1 - 3                                           | ,                                               | Capitaine                                       | 78e                                             |
| 26                                              | 19/05/1981                                      | match amical                                    | match amical                                    | Stuttgart                                       | Allemagne de l'Ouest                            | 1 - 2                                           |                                                 |                                                 | 90'                                             |
| 27                                              | 08/07/1981                                      | match amical                                    | match amical                                    | Salvador (Bahia)                                | Espagne                                         | 1 - 0                                           |                                                 |                                                 | 90'                                             |
| 28                                              | 26/08/1981                                      | match amical                                    | match amical                                    | Santiago                                        | Chili                                           | 0 - 0                                           |                                                 |                                                 | 90'                                             |
| 29                                              | 28/10/1981                                      | match amical                                    | match amical                                    | Porto Alegre                                    | Bulgarie                                        | 3 - 0                                           |                                                 |                                                 | 90'                                             |
| 30                                              | 03/03/1982                                      | match amical                                    | match amical                                    | São Paulo                                       | Tchécoslovaquie                                 | 1 - 1                                           |                                                 |                                                 | 90'                                             |
| 31                                              | 05/05/1982                                      | match amical                                    | match amical                                    | ?                                               | Portugal                                        | 3 - 1                                           |                                                 | Capitaine                                       | 80e                                             |
| 32                                              | 19/05/1982                                      | match amical                                    | match amical                                    | Recife                                          | Suisse                                          | 1 - 1                                           |                                                 | Capitaine                                       | 63e                                             |
| 33                                              | 27/05/1982                                      | match amical                                    | match amical                                    | Uberlândia, Estádio Parque do Sabiá             | République d'Irlande                            | 7 - 0                                           | x2                                              | Capitaine                                       | 90'                                             |
| 34                                              | 14/06/1982                                      | Coupe du monde 1982                             | groupe 6                                        | Séville, Sánchez Pizjuán                        | Union soviétique                                | 2 - 1                                           | 75e                                             | Capitaine                                       | 90'                                             |
| 35                                              | 18/06/1982                                      | Coupe du monde 1982                             | groupe 6                                        | Séville, Stade Benito-Villamarín                | Écosse                                          | 4 - 1                                           | Passe décisive                                  | Capitaine                                       | 90'                                             |
| 36                                              | 23/06/1982                                      | Coupe du monde 1982                             | groupe 6                                        | Séville, Stade Benito-Villamarín                | Nouvelle-Zélande                                | 4 - 0                                           |                                                 | Capitaine                                       | 90'                                             |
| 37                                              | 02/07/1982                                      | Coupe du monde 1982                             | groupe C                                        | Barcelone, Estadi de Sarrià                     | Argentine                                       | 1 - 3                                           |                                                 | Capitaine                                       | 90'                                             |
| 38                                              | 05/07/1982                                      | Coupe du monde 1982                             | groupe C                                        | Barcelone, Estadi de Sarrià                     | Italie                                          | 3 - 2                                           | 12e                                             |                                                 | 90'                                             |
| 39                                              | 28/04/1983                                      | match amical                                    | match amical                                    | Rio de Janeiro                                  | Chili                                           | 3 - 2                                           |                                                 | Capitaine                                       | 90'                                             |
| 40                                              | 08/06/1983                                      | match amical                                    | match amical                                    | Coimbra                                         | Portugal                                        | 0 - 4                                           | But inscrit                                     | Capitaine                                       | 90'                                             |
| 41                                              | 12/06/1983                                      | match amical                                    | match amical                                    | Cardiff                                         | Pays de Galles                                  | 1 - 1                                           |                                                 |                                                 | 90'                                             |
| 42                                              | 17/06/1983                                      | match amical                                    | match amical                                    | Bâle, Parc Saint-Jacques                        | Suisse                                          | 1 - 2                                           | But inscrit                                     | Capitaine                                       | 90'                                             |
| 43                                              | 22/06/1983                                      | match amical                                    | match amical                                    | ?                                               | Suède                                           | 3 - 3                                           |                                                 | Capitaine                                       | 90'                                             |
| 44                                              | 28/07/1983                                      | match amical                                    | match amical                                    | Santiago                                        | Chili                                           | 0 - 0                                           |                                                 |                                                 | 90'                                             |
| 45                                              | 14/09/1983                                      | Copa América 1983                               | groupe B                                        | Rio de Janeiro, stade Maracanã                  | Argentine                                       | 0 - 0                                           |                                                 |                                                 | 90'                                             |
| 46                                              | 04/11/1983                                      | Copa América 1983                               | Finale retour                                   | Salvador, Fonte Nova                            | Uruguay                                         | 1 - 1                                           |                                                 | Capitaine                                       | 90'                                             |
| 47                                              | 02/06/1985                                      | qualif. Mondial 1986                            | qualif. Mondial 1986                            | Santa Cruz                                      | Bolivie                                         | 0 - 2                                           |                                                 |                                                 | 90'                                             |
| 48                                              | 08/06/1985                                      | match amical                                    | match amical                                    | Porto Alegre                                    | Chili                                           | 3 - 1                                           |                                                 |                                                 | 60e                                             |
| 49                                              | 16/06/1985                                      | qualif. Mondial 1986                            | qualif. Mondial 1986                            | Asunción                                        | Paraguay                                        | 0 - 2                                           |                                                 |                                                 | 90'                                             |
| 50                                              | 23/06/1985                                      | qualif. Mondial 1986                            | qualif. Mondial 1986                            | Rio de Janeiro, stade Maracanã                  | Paraguay                                        | 1 - 1                                           | But inscrit                                     |                                                 | 90'                                             |
| 51                                              | 30/06/1985                                      | qualif. Mondial 1986                            | qualif. Mondial 1986                            | São Paulo                                       | Bolivie                                         | 1 - 1                                           |                                                 |                                                 | 90'                                             |
| 52                                              | 12/03/1986                                      | match amical                                    | match amical                                    | Stuttgart                                       | Allemagne de l'Ouest                            | 2 - 0                                           |                                                 |                                                 | 90'                                             |
| 53                                              | 01/04/1986                                      | match amical                                    | match amical                                    | ?                                               | Pérou                                           | 4 - 0                                           |                                                 |                                                 | 60e                                             |
| 54                                              | 17/04/1986                                      | match amical                                    | match amical                                    | Brasília                                        | Finlande                                        | 3 - 0                                           |                                                 |                                                 | 79e                                             |
| 55                                              | 07/05/1986                                      | match amical                                    | match amical                                    | Curitiba                                        | Chili                                           | 1 - 1                                           |                                                 |                                                 | 45e                                             |
| 56                                              | 01/06/1986                                      | Coupe du monde 1986                             | groupe D                                        | Guadalajara, Estadio Jalisco                    | Espagne                                         | 0 - 1                                           | 62e                                             |                                                 | 90'                                             |
| 57                                              | 06/06/1986                                      | Coupe du monde 1986                             | groupe D                                        | Guadalajara, Estadio Jalisco                    | Algérie                                         | 1 - 0                                           |                                                 |                                                 | 90'                                             |
| 58                                              | 12/06/1986                                      | Coupe du monde 1986                             | groupe D                                        | Guadalajara, Estadio Jalisco                    | Irlande du Nord                                 | 0 - 3                                           |                                                 |                                                 | 68e                                             |
| 59                                              | 16/06/1986                                      | Coupe du monde 1986                             | Huitième de finale                              | Guadalajara, Estadio Jalisco                    | Pologne                                         | 4 - 0                                           | 30e (pen.)                                      |                                                 | 69e                                             |
| 60                                              | 21/06/1986                                      | Coupe du monde 1986                             | Quart de finale                                 | Guadalajara, Estadio Jalisco                    | France                                          | 1-1 tab 3-4                                     | Manqué                                          |                                                 | 120'                                            |

#### Buts en sélection
Le Brésilien inscrit ses deux premiers buts dès son second match. Après six sélections, il compte déjà cinq buts internationaux. Après autant de rencontres sans marquer, Socrates enchaîne huit buts en treize capes, entre le 30 octobre 1980 et le 15 mai 1981. Une troisième période d'efficacité s'étale du 27 mai 1982 au 17 juin 1983 avec six réalisations en dix matchs. En cumulant ses trois intervalles, Socrates signe ses premiers 19 buts en 29 matchs.
| Buts de Socrates avec le Brésil | Buts de Socrates avec le Brésil | Buts de Socrates avec le Brésil | Buts de Socrates avec le Brésil                | Buts de Socrates avec le Brésil | Buts de Socrates avec le Brésil | Buts de Socrates avec le Brésil | Buts de Socrates avec le Brésil |
| #                               | Sél.                            | Date                            | Lieu                                           | Adversaire                      | Score                           | Résultat final                  | Compétition                     |
| ------------------------------- | ------------------------------- | ------------------------------- | ---------------------------------------------- | ------------------------------- | ------------------------------- | ------------------------------- | ------------------------------- |
| 1.                              | 2                               | 31 mai 1979                     | Maracanã, Rio de Janeiro (Brésil)              | Uruguay                         | 2-0                             | 5-1                             | Match amical                    |
| 2.                              | 2                               | 31 mai 1979                     | Maracanã, Rio de Janeiro (Brésil)              | Uruguay                         | 4-0                             | 5-1                             | Match amical                    |
| 3.                              | 4                               | 23 août 1979                    | Stade Monumental, Buenos Aires (Argentine)     | Argentine                       | 1-0                             | 2-2                             | Copa America 1979               |
| 4.                              | 4                               | 23 août 1979                    | Stade Monumental, Buenos Aires (Argentine)     | Argentine                       | 2-1                             | 2-2                             | Copa America 1979               |
| 5.                              | 6                               | 31 octobre 1979                 | Maracanã, Rio de Janeiro (Brésil)              | Paraguay                        | 2-1                             | 2-2                             | Copa America 1979               |
| 6.                              | 13                              | 30 octobre 1980                 | Stade Serra-Dourada, Goiânia (Brésil)          | Paraguay                        | 4-0                             | 6-0                             | Match amical                    |
| 7.                              | 14                              | 21 décembre 1980                | Estádio José Fragelli, Cuiabá (Brésil)         | Suisse                          | 1-0                             | 2-0                             | Match amical                    |
| 8.                              | 17                              | 10 janvier 1981                 | Stade Centenario, Montevideo (Uruguay)         | Uruguay                         | 1-1                             | 2-1                             | Mundialito                      |
| 9.                              | 19                              | 14 février 1981                 | Estadio Olímpico Atahualpa, Quito (Equateur)   | Équateur                        | 2-0                             | 6-0                             | Match amical                    |
| 10.                             | 19                              | 14 février 1981                 | Estadio Olímpico Atahualpa, Quito (Equateur)   | Équateur                        | 6-0                             | 6-0                             | Match amical                    |
| 11.                             | 20                              | 22 février 1981                 | Estadio Hernando Siles, La Paz (Bolivie)       | Bolivie                         | 1-0                             | 2-1                             | qualif. Mondial 1982            |
| 12.                             | 23                              | 29 mars 1981                    | Stade Serra-Dourada, Goiânia (Brésil)          | Venezuela                       | 2-0                             | 5-0                             | qualif. Mondial 1982            |
| 13.                             | 25                              | 15 mai 1981                     | Parc des Princes, Paris (France)               | France                          | 3-0                             | 3-1                             | Match amical                    |
| 14.                             | 33                              | 27 mai 1982                     | Estádio Parque do Sabiá, Uberlândia (Brésil)   | République d'Irlande            | 2-0                             | 7-0                             | Match amical                    |
| 15.                             | 33                              | 27 mai 1982                     | Estádio Parque do Sabiá, Uberlândia (Brésil)   | République d'Irlande            | 5-0                             | 7-0                             | Match amical                    |
| 16.                             | 34                              | 14 juin 1982                    | Stade Ramón-Sánchez-Pizjuán, Séville (Espagne) | Union soviétique                | 1-1                             | 2-1                             | Coupe du monde 1982             |
| 17.                             | 38                              | 5 juillet 1982                  | Estadi de Sarrià, Barcelone (Espagne)          | Italie                          | 1-1                             | 3-2                             | Coupe du monde 1982             |
| 18.                             | 40                              | 8 juin 1983                     | ?, Coimbra (Portugal)                          | Portugal                        | 3-0                             | 4-0                             | Match amical                    |
| 19.                             | 42                              | 17 juin 1983                    | Parc Saint-Jacques, Bâle (Suisse)              | Suisse                          | 1-1                             | 2-1                             | Match amical                    |
| 20.                             | 50                              | 23 juin 1985                    | Maracanã, Rio de Janeiro (Brésil)              | Paraguay                        | 1-0                             | 1-1                             | qualif. Mondial 1986            |
| 21.                             | 56                              | 1er juin 1986                   | Stade Jalisco, Guadalajara (Mexique)           | Espagne                         | 1-0                             | 1-0                             | Coupe du monde 1986             |
| 22.                             | 59                              | 16 juin 1986                    | Stade Jalisco, Guadalajara (Mexique)           | Pologne                         | 1-0                             | 4-0                             | Coupe du monde 1986             |

NB : Les scores sont affichés sans tenir compte du sens conventionnel en cas de match à l'extérieur (Brésil-Adversaire)

## Hommage

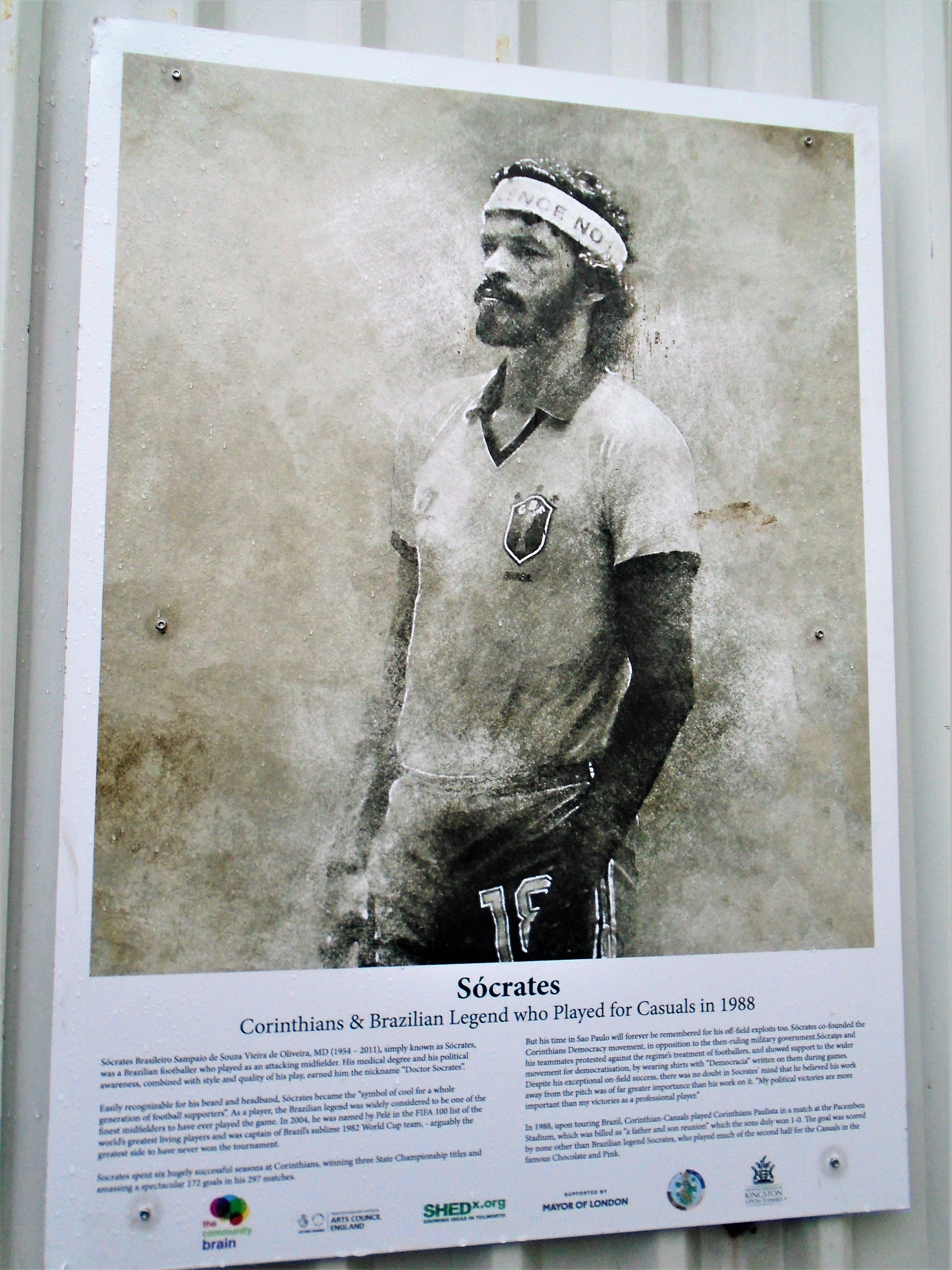
Plaque commémorative sur Socrates après un match avec le club anglais du Corinthian-Casuals FC.

En 2022, le magazine France Football annonce la création du prix Socrates décerné lors de la cérémonie du Ballon d'Or. Cette récompense est réservée aux footballeuses et footballeurs engagés dans des projets sociétaux et caritatifs. Ce nouveau prix est attribué par un jury où figure Raï, frère cadet de Socrates, des représentants de France Football et des dirigeants de l'organisation Peace and Sport. Sadio Mané remporte la première édition pour ses actions autour du football au Sénégal.